# 太東埼灯台
太東埼灯台（たいとうさきとうだい）は、千葉県の太東崎に立つ白亜塔形（円形）の中型灯台。周辺は、南房総国定公園に指定され、太平洋や九十九里浜を望むことができる。現在の灯台は2代目で、初代は海沿いに建てられたが、海岸浸食で倒壊の恐れが出たために、100m後方の現在地に移築された。当初は有人灯台であったが、現在は無人化されている。海抜58mの高台に高さ16mの白亜の塔は、21海里先まで照らし、海の安全を守っている。

## 歴史
- 1950年（昭和25年）11月 - 設置。
- 1952年（昭和27年）5月 - 初点灯される。
- 1972年（昭和47年） - 現在地に改築。

## アクセス
- JR外房線太東駅下車、約4キロ。徒歩約45分。
- 駐車場：10台程度、国道128号線より灯台へ向かう道は狭路で、灯台手前は坂もきつく、乗用車のすれ違いも難しくなる。中型車以上は通行不可能。